# Expoasoinducals
Feria Internacional del Calzado, Cuero y sus Manufacturas, Expoasoinducals
realizada en el Centro de Convenciones Neomundo de Bucaramanga, organizada por Asoinducals con el apoyo del Ministerio de Comercio, Industria y Turismo de Colombia, Propais, Gobernación de Santander, Proexport y la Alcaldía de Bucaramanga, la feria expone Calzado y sus Manufacturas, Materias Primas, maquinaria e insumos para el ámbito nacional e internacional.

### ExpoAsoinducals
Feria Internacional del Calzado, Cuero y sus Manufacturas, Expoasoinducals la cual se realiza en el Centro de Convenciones Neomundo de Bucaramanga, organizada por Asoinducals con el apoyo del Ministerio de Comercio, Industria y Turismo de Colombia, Propais, Gobernación de Santander, Proexport y la Alcaldía de Bucaramanga, la feria expone calzado y sus manufacturas, materias primas, maquinaria e insumos para el ámbito nacional e internacional.
Cuenta con la presencia del Cuadro Real del Concurso Nacional de Belleza® y una gama de Modelos reconocidos en las principales pasarelas del país, quienes muestran el calzado, bolsos y otros artículos que harán parte de las nuevas colecciones de los expositores, compradores, distribuidores mayoristas e inversionistas que forman parte de este encuentro empresarial
- El evento se realiza 3 veces al año en los meses de febrero, julio y noviembre.

## Ediciones

### 2000
1a edición
Se realizó la primera edición de la feria Expoasoinducals, contó con la participación de 68 expositores.

### 2001
2a edición
Se realizó la segunda edición de la feria Expoasoinducals, contó con la participación de 110 expositores.

### 2002
Se realizó la tercera edición de la feria Expoasoinducals, contó con la participación de 140 expositores.

### 2003
Se realizó la cuarta edición de la feria Expoasoinducals, contó con la participación de 250 expositores.

### 2004
- febrero

Se realizó la quinta edición de la feria Expoasoinducals, contó con la participación de 393 expositores.
- julio

Se realizó la sexta edición de la feria Expoasoinducals, contó con la participación de 399 expositores.

### 2005
- febrero

Se realizó la séptima edición de la feria Expoasoinducals, contó con la participación de 399 expositores.
- julio

Se realizó la octava edición de la feria Expoasoinducals.

### 2006
- febrero

Se realizó la novena edición de la feria Expoasoinducals.
- julio

Se realizó la décima edición de la feria Expoasoinducals.

### 2007
- febrero

Se realizó la undécima edición de la feria Expoasoinducals.
- julio

Se realizó la duodécima edición de la feria Expoasoinducals.

### 2008
- febrero

Se realizó la decimotercera edición de la feria Expoasoinducals,entre el 27 y 29 de febrero, contó con la presencia del, gobernador de Santander, Horacio Serpa Uribe,el alcalde Fernando Vargas Mendoza y del Viceministro de Desarrollo Empresarial, Sergio Diazgranados
- julio

Se realizó la decimocuarta edición de la feria Expoasoinducals. Asistieron 8 compradores internacionales procedentes de Curazao, Panamá y Ecuador, de los segmentos: dama, caballero e infantil, Contó con la participación aproximada de 600 expositores

### 2009
- edición 15

Se realizó la decimoquinta edición de la feria Expoasoinducals, entre el 3 y 6 de febrero,asistieron compradores de Estados Unidos, Venezuela, México, Panamá, Puerto Rico, Costa Rica, Ecuador, Brasil y Colombia, 600 expositores, la realización contó con un presupuesto de 493 millones 100 mil pesos y asistencia de 11.786 personas.
- edición 16

Se realizó la decimosexta edición de la feria Expoasoinducals, entre el 16 y 18 de julio.

### 2010
- edición 17

Se realizó la decimoséptima edición de la feria Expoasoinducals, contó con la participación de 450 expositores y más de 120 compradores extranjeros.
- edición 18

Se realizó la decimoctava edición de la feria Expoasoinducals.

### 2011
- edición 19

Se realizó la decimonovena edición de la feria Expoasoinducals.
- edición 20

Se realizó la vigésima edición de la feria Expoasoinducals, entre el 13 y 15 de julio, contó con la participación de más de 500 expositores, nacionales y cerca de 120 compradores e inversionistas de 12 países, esta se llevó a cabo en el marco del Mes de la Moda en Santander país invitado Italia, eslogan “innovación responsable”.

### 2012
- edición 21

Se realizó la vigesimoprimera edición de la feria Expoasoinducals, entre el 1 y 3 de febrero,contó con la participación de 556 expositores,10.000 visitantes, compradores nacionales y 68 compradores internacionales, país invitado Perú
- edición 22

Se realizó la vigesimosegunda edición de la feria Expoasoinducals, entre el 11, 12 y 13 de julio, contó con la participación de 550 expositores, cerca de 2.500 compradores nacionales y 150 extranjeros, país invitado Chile, Contó con la presencia de, Henry Gamboa, concejal de Bucaramanga, Wilson Gamboa Meza, presidente Asoinducals, Richard Aguilar Villa, gobernador de Santander, Luis Francisco Bohórquez, alcalde de Bucaramanga, Daniella Margarita Álvarez, Señorita Colombia 2011, Andrea Lizeth Tavera, Señorita Santander 2011 y Juan Camilo Beltrán, Presidente de la Cámara de Comercio de Bucaramanga. concluyó con una cifra de $5.582 millones en negocios.,

### 2013
- edición 23

Se realizó la vigesimotercera edición de la feria Expoasoinducals, entre el 30 de enero y 1 de febrero, en el centro de ferias y exposiciones de Bucaramanga Cenfer, contó con la participación de aprox 350 expositores,  cerca de 3.500 compradores nacionales y 150 extranjeros